# Erin-ji
Erin-ji (in giapponese 恵 林寺?), è un tempio buddista di Kōshū, facente parte del tempio Myōshin-ji, della scuola di Buddhismo Zen Rinzai-shū; il tempio apparteneva al clan Takeda.

## Storia e descrizione
Il tempio venne fondato nel 1380 da Nikaidō Sadafuji, lo shugo della provincia di Kai, che invitò il monaco zen Musō Soseki a costruire un eremo sulla sua proprietà. Grazie alla fama di Musō Soseki, la struttura divenne il centro per gli insegnamenti Rinzai nella provincia di Kai e fu nominato uno dei Kantō Jissetsu dallo Shōgun Ashikaga Yoshimitsu. Durante la guerra Ōnin, il tempio cadde in rovina: venne restaurato nel 1541, nel periodo Sengoku, da Takeda Shingen, il quale nominò Kaisen Joki capo sacerdote nel 1564. Nel 1582, la provincia di Kai fu invasa dalle forze dell'alleanza tra Oda Nobunaga e Tokugawa Ieyasu: Rokkaku Yoshisuke, un nemico di Oda Nobunaga, cercò rifugio nel tempio e, durante le sue ricerche, venne completamente distrutto. Dopo che Tokugawa Ieyasu divenne capo della provincia di Kai, ordinò che il tempio fosse ricostruito. Il tempio ha continuato a funzionare durante il periodo Edo e anche dopo la restaurazione di Meiji. La maggior parte delle strutture del periodo Edo andarono perse in un incendio del 1905.
La più antica struttura superstite del tempio è la cosiddetta porta Erin-ji: costruita nel 1606, è in legno, caratterizzata da quattro pilastri e un tetto in scandole di cipresso. Il 28 agosto 1907 è stata designata come bene culturale importante.
Il giardino giapponese di Erin-ji, situato dietro la sala principale del tempio, fu progettato da Musō Soseki quando aveva 56 anni e può essere considerato come il prototipo dei giardini da lui progettati per Saihō-ji e Tenryū-ji a Kyoto. Il giardino si estende per circa 2 270 m² e contiene una serie di grandi pietre, un laghetto con un ruscello e una cascata e una montagna artificiale sul retro. È stato designato come luogo nazionale di bellezza paesaggistica il 6 giugno 1994.
Nel tempio sono conservate due spade giapponesi, entrambe donate al tempio durante la 133ª cerimonia commemorativa di Takeda Shigen. La prima, un tantō, fu realizzata nel 1367, durante il periodo Nanboku-chō e ha una lunghezza di 27,4 cm: è stata designata bene culturale importante il 26 marzo 1916. La seconda, un tachi, venne realizzata nel periodo Edo, precisamente nel 1705, e ha una lunghezza di 79,5 cm: è stata designata bene culturale importante il 26 marzo 1915.